# 盧元善
盧元善（1888年9月—1959年9月）盛京将軍管轄区奉天府金州厅人，中華民国、满洲国政治家。

## 生平
盧元善早年留学日本，1912年（民国元年）自宮城县立宮城農学校毕业。归国後，任金州南金書院農業科教員。1923年（民国12年），金州农业学堂成立，盧元善任教員。后来，他任通遼县墾殖公司经理。
满洲国成立后，盧元善参加满洲国，1932年（民国21年）4月任軍政部高級秘書。後到黑龙江赴任，历任黑龙江省实业厅厅長、民生厅厅長、教育厅厅長、专卖总局局長等职务。1939年（康德6年）4月，任三江省省長。1942年（康德9年）9月，任总务厅次長。1943年（康德10年）4月，升任文教部大臣。
满洲国滅亡後，盧元善被苏联红军逮捕，押往苏联，收监于哈巴罗夫斯克第45收容所。1950年8月，中華人民共和国将其自苏联引渡回国，收监于撫順战犯管理所。
1959年9月，盧元善在獄中病逝。享年72岁。

## 家庭
子：卢士谦
孙：卢贤维